# موری گرتس‌من
موری گرتس‌من (انگلیسی: Maury Gertsman؛ ۱۷ آوریل ۱۹۰۷ – ۱۳ دسامبر ۱۹۹۹) یک فیلم‌بردار اهل ایالات متحده آمریکا بود. وی از اواسط دهه ۱۹۴۰ تا اواسط دهه ۱۹۵۰ در یونیورسال استودیوز به فعالیت مشغول بود.

## گزیده فیلم‌شناسی
- هرگز نگو خداحافظ (۱۹۵۶)
- تانگانیکا (۱۹۵۴)
- وحشت نیمه‌شب (۱۹۴۶)